# Canal de Cape Cod
O Canal de Cape Cod é uma hidrovia artificial em Massachusetts que liga a Baía de Cape Cod, ao norte, à Baía de Buzzards, ao sul, e faz parte da Hidrovia Intracostal do Atlântico. O canal de aproximadamente 28 km de comprimento atravessa as terras que unem Cape Cod ao continente. Em sua maior parte, ele segue rios alargados em até 150 m e aprofundados em até 9,8 m na baixa-mar média, reduzindo em até 217 km a viagem ao redor de Cape Cod para seus cerca de 14.000 usuários anuais.
A maior parte do canal está localizada na cidade de Bourne, mas sua extremidade nordeste fica em Sandwich. A Reserva Estadual de Scusset Beach fica perto da entrada norte do canal, e a Academia Marítima de Massachusetts fica perto da entrada sul. A correnteza rápida muda de direção a cada seis horas e pode chegar a 8,4 km/h durante a maré baixa.
A hidrovia é mantida pelo Corpo de Engenheiros do Exército dos Estados Unidos e não cobra pedágio. Ela é atravessada pela Ponte Ferroviária do Canal de Cape Cod, pela Ponte Bourne e pela Ponte Sagamore. Semáforos em cada extremidade controlam a aproximação de embarcações com mais de 20 m.
O canal é ocasionalmente usado por baleias e golfinhos, incluindo as baleias francas do Atlântico Norte, ameaçadas de extinção, o que pode causar o fechamento do canal.

## História

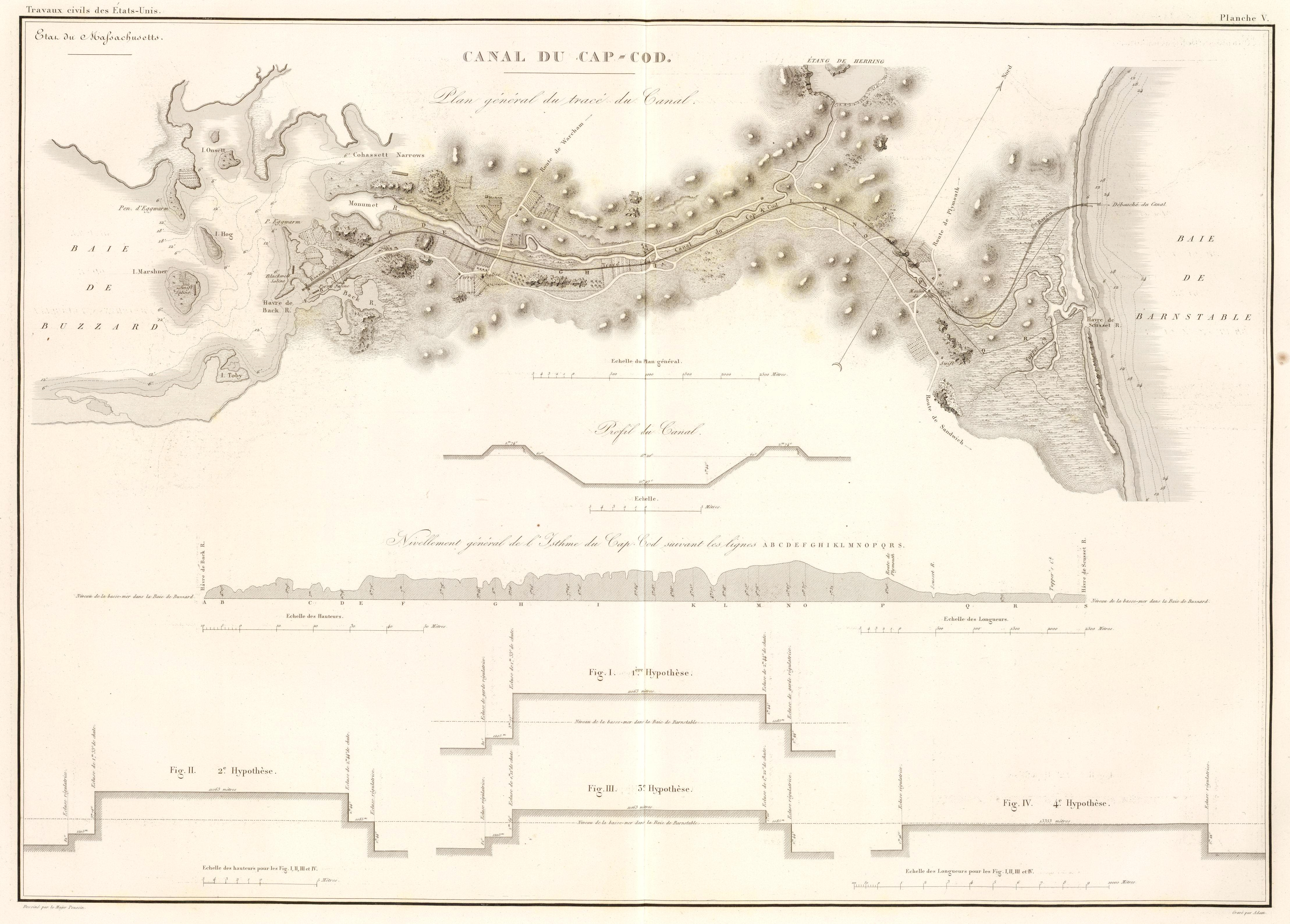
Plano inicial (1834) que indica uma rota diferente da que foi realmente construída.

A construção de um canal foi considerada pela primeira vez por Myles Standish, da Colônia de Plymouth, em 1623, e os peregrinos exploraram a faixa de terra baixa entre os rios Manomet e Scusset em busca de possíveis rotas. William Bradford estabeleceu o Posto de Comércio de Aptucxet em 1627 na passagem entre os rios. O comércio prosperou com os indígenas da Baía de Narragansett e com os holandeses dos Novos Países Baixos, o que foi um fator importante para que os peregrinos pudessem pagar suas dívidas.
Em 1697, a Corte Geral de Massachusetts considerou a primeira proposta formal de construção do canal, mas não tomou nenhuma providência.:16 Em 1717, foi criado um canal em Orleans, Massachusetts, chamado Jeremiah's Gutter, que atravessava uma parte mais estreita de Cape Cod a alguma distância a leste, mas ele permaneceu ativo somente até o final do século XIX. Um planejamento mais enérgico com pesquisas foi realizado várias vezes em 1776 (encomendado por George Washington),:18 1791,:20 1803, 1818, 1824-1830 e 1860. Nenhum desses esforços foi concretizado.
As primeiras tentativas de realmente construir um canal não ocorreram até o final do século XIX; os planejadores anteriores ficaram sem dinheiro ou foram sobrecarregados pelo tamanho do projeto. Os engenheiros finalmente decidiram qual rota seguir pelas encostas, conectando e ampliando os rios Manomet e Scusset. A primeira escavação começou em 1880, quando a Cape Cod Ship Canal Company contratou 400 trabalhadores imigrantes italianos para começar a cavar com pás e carrinhos de mão. Eles ficaram sem dinheiro quase imediatamente, e os trabalhadores não foram pagos e foram forçados a implorar por comida em Sandwich. Em 1883, a Cape Cod Ship Canal Company foi reorganizada pelo engenheiro Frederick Lockwood. A empresa usou uma draga de caçamba para limpar quase uma milha de canal através dos pântanos de Sandwich antes de fechar as portas em 1891.:20-22 

### Construção privada

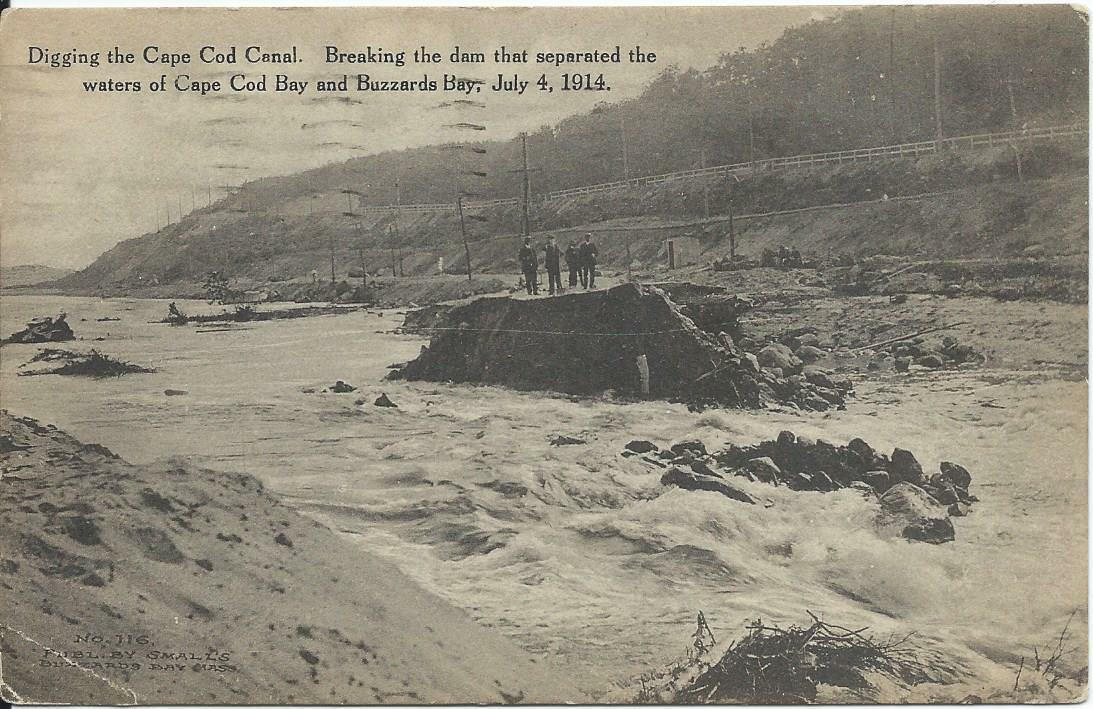
Um cartão postal retratando o rompimento da barragem que separava os dois rios em 4 de julho de 1914.

Em 22 de junho de 1909, finalmente foi iniciada a construção de um canal sob a direção da Boston, Cape Cod & New York Canal Company, de August Belmont Jr., usando projetos do engenheiro William Barclay Parsons. Os engenheiros do canal encontraram muitos problemas, como enormes rochas submersas. Foram contratados mergulhadores para explodi-las, mas esse esforço atrasou a dragagem. Outro problema foram as tempestades frias de inverno, que forçaram os engenheiros a interromper a dragagem e esperar a primavera. No entanto, o canal foi inaugurado de forma limitada em 29 de julho de 1914, e foi concluído em 1916. O canal de pedágio de propriedade privada tinha uma largura máxima de 30 m e uma profundidade máxima de 7,6 m, e seguia uma rota um tanto difícil a partir de Phinney Harbor, na cabeceira da Baía de Buzzards. Vários acidentes ocorreram devido ao canal estreito e à dificuldade de navegação, o que limitou o tráfego e manchou a reputação do canal. Como resultado, as receitas de pedágio não atenderam às expectativas dos investidores, apesar de encurtar a rota comercial da cidade de Nova York para Boston em 100 km.

### Aquisição pública e expansão

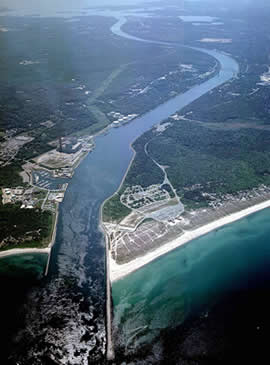
Foto aérea do Canal de Cape Cod, olhando para o oeste, com a Reserva Estadual de Scusset Beach à direita.

Em 25 de julho de 1918, o diretor geral da Administração de Ferrovias dos Estados Unidos assumiu a jurisdição e a operação do canal por meio de uma proclamação presidencial. Quatro dias antes, o submarino alemão U-156 emergiu a 5 km de Orleans, Massachusetts, em 21 de julho de 1918, e bombardeou o rebocador Perth Amboy e seu conjunto de quatro barcaças. O canal permaneceu sob controle do governo até 1920, quando o Corpo de Engenheiros do Exército dos Estados Unidos redragou o canal para 7,6 m de profundidade.
Em 1928, o governo adquiriu o canal por US$ 11,4 milhões como uma via navegável pública gratuita, e US$ 21 milhões foram gastos entre 1935 e 1940 para aumentar a largura do canal para 150 m e sua profundidade para 9,8 m. Como resultado, ele se tornou o canal mais largo ao nível do mar de sua época. A entrada sul do canal foi reconstruída para acesso direto da Baía de Buzzards em vez de passar por Phinney Harbor. Antes do início da construção, o Instituto de Tecnologia de Massachusetts construiu um enorme modelo em escala do canal (9 pés para uma milha, aproximadamente 1⁄587 de tamanho real) para estudar os efeitos hidráulicos das correntes de maré no canal ampliado e redirecionado.

### Segunda Guerra Mundial
Durante a Segunda Guerra Mundial, os navios voltaram a usar o canal para evitar os submarinos que patrulhavam a costa. Ele era protegido por baterias de artilharia costeira na Reserva Militar de Sagamore Hill, na entrada norte, e na Reserva Militar de Butler Point, na entrada sul. A artilharia nunca foi disparada em defesa do canal.
O cargueiro SS Stephen R. Jones, da Mystic Steamship Company, ficou encalhado e afundou no canal em 28 de junho de 1942. O transporte marítimo foi desviado para Cape Cod, e o navio Classe Liberty SS Alexander Macomb foi torpedeado pelo submarino alemão U-215 em 3 de julho, com a perda de 10 vidas. O canal foi reaberto em 31 de julho, depois que o navio naufragado Stephen R. Jones foi removido com a ajuda de 17 toneladas de dinamite.

## Usos para recreação
O canal é amplamente utilizado por embarcações recreativas e comerciais. As estradas de serviço em ambos os lados do canal dão acesso à pesca e são muito usadas por patinadores, ciclistas e pedestres. Várias áreas de estacionamento são mantidas nos pontos de acesso. O Bourne Scenic Park é alugado pelo Corpo de Engenheiros para a Autoridade de Recreação da Cidade de Bourne para uso como acampamento para barracas e trailers adjacente ao Canal.
O Corpo de Engenheiros do Exército mantém o Centro de Visitantes do Canal de Cape Cod, que apresenta aos visitantes a história, as características e a operação do canal. Os recursos incluem um barco de patrulha aposentado de 12 m do Corpo de Engenheiros do Exército dos EUA, um teatro de 46 lugares com apresentações contínuas em DVD sobre a história do canal, a flora e a fauna do canal, imagens de radar e câmera em tempo real da hidrovia e uma variedade de exposições interativas. A equipe do Corps Park Rangers trabalha no centro e oferece programas públicos gratuitos sobre uma variedade de assuntos. O Centro de Visitantes fica aberto sazonalmente de maio a outubro, e a entrada é gratuita. Ele está localizado na Moffitt Drive, em Sandwich, próximo à extremidade leste do canal. Um segundo centro com equipe sazonal fica em Herring Run, ao longo da Scenic Highway.
A Reserva Estadual de Scusset Beach fica ao norte da extremidade leste do canal e oferece instalações de praia, bem como camping para barracas e trailers. Uma trilha de 1,1 km leva a Sagamore Hill, que já foi um ponto de encontro indígena e local de uma fortificação costeira da Segunda Guerra Mundial. A trilha Bournedale Hills se estende por 2,3 km ao longo do lado norte do Canal, do acampamento do Bourne Scenic Park até Herring Run. A trilha inclui um circuito autoguiado de 1,3 km que apresenta as características históricas e naturais do Canal.

## Proposta
No final do século XX, tornou-se popular uma paródia a respeito de um túnel rodoviário fictício, supostamente construído na década de 1960, sob o Canal de Cape Cod. Tornou-se popular em Massachusetts como um comentário sobre o tráfego intenso que entra e sai de Cape Cod durante os meses de verão. Desde 1994, decalques têm sido vendidos em lojas ao redor de Cape Cod como souvenirs populares que pretendem ser "permissões" que dão ao usuário acesso ao túnel; a popularidade dessas "permissões" levou brevemente a um processo judicial entre vários vendedores diferentes. Em 2019, o Departamento de Transporte de Massachusetts (MassDOT) indicou que havia estudado a ideia de adicionar um túnel para ajudar a aliviar o tráfego, mas, devido às descobertas, não consideraria no momento seguir em frente.

## Galeria

Canal de Cape Cod
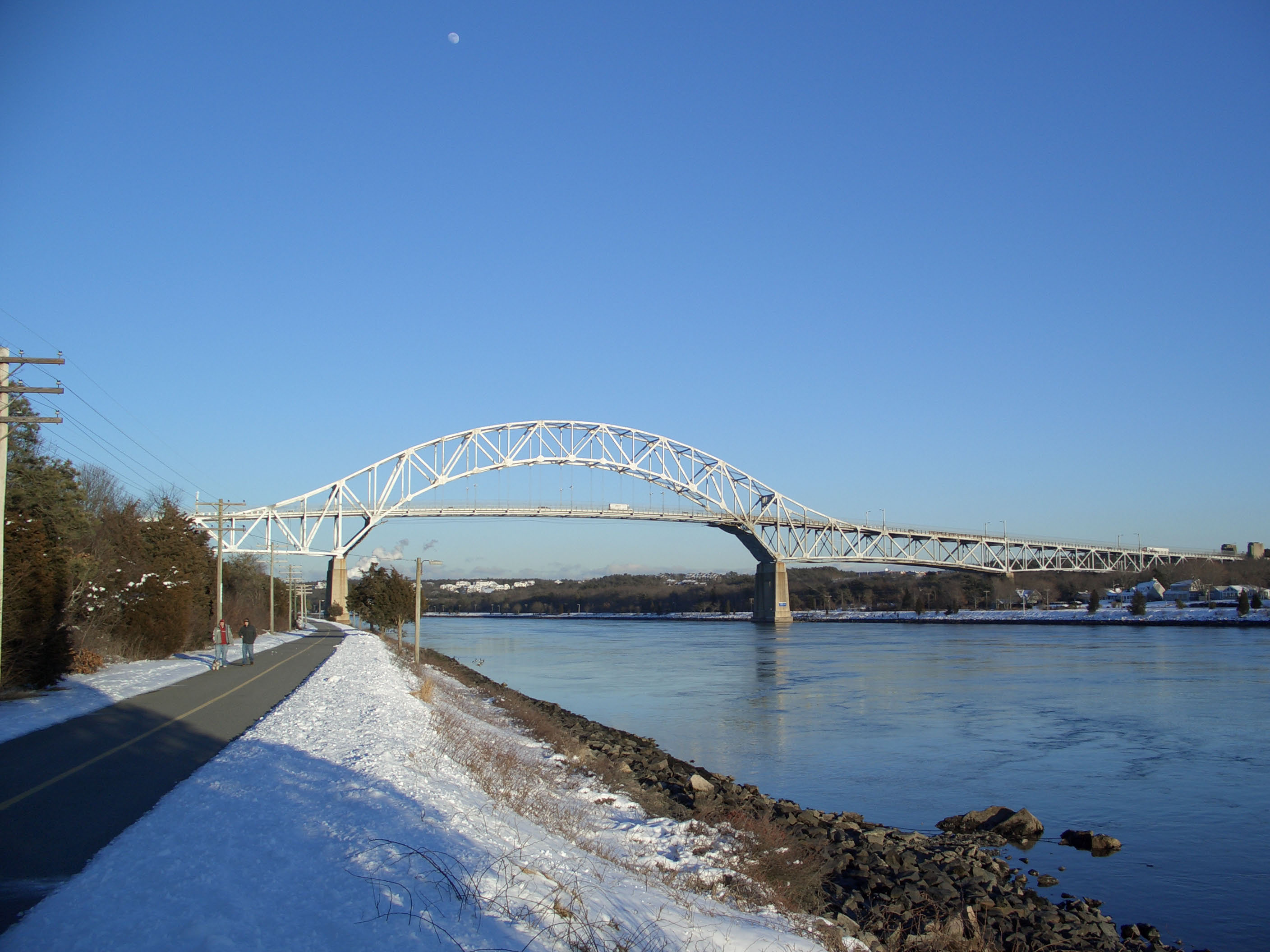
Ponte Bourne
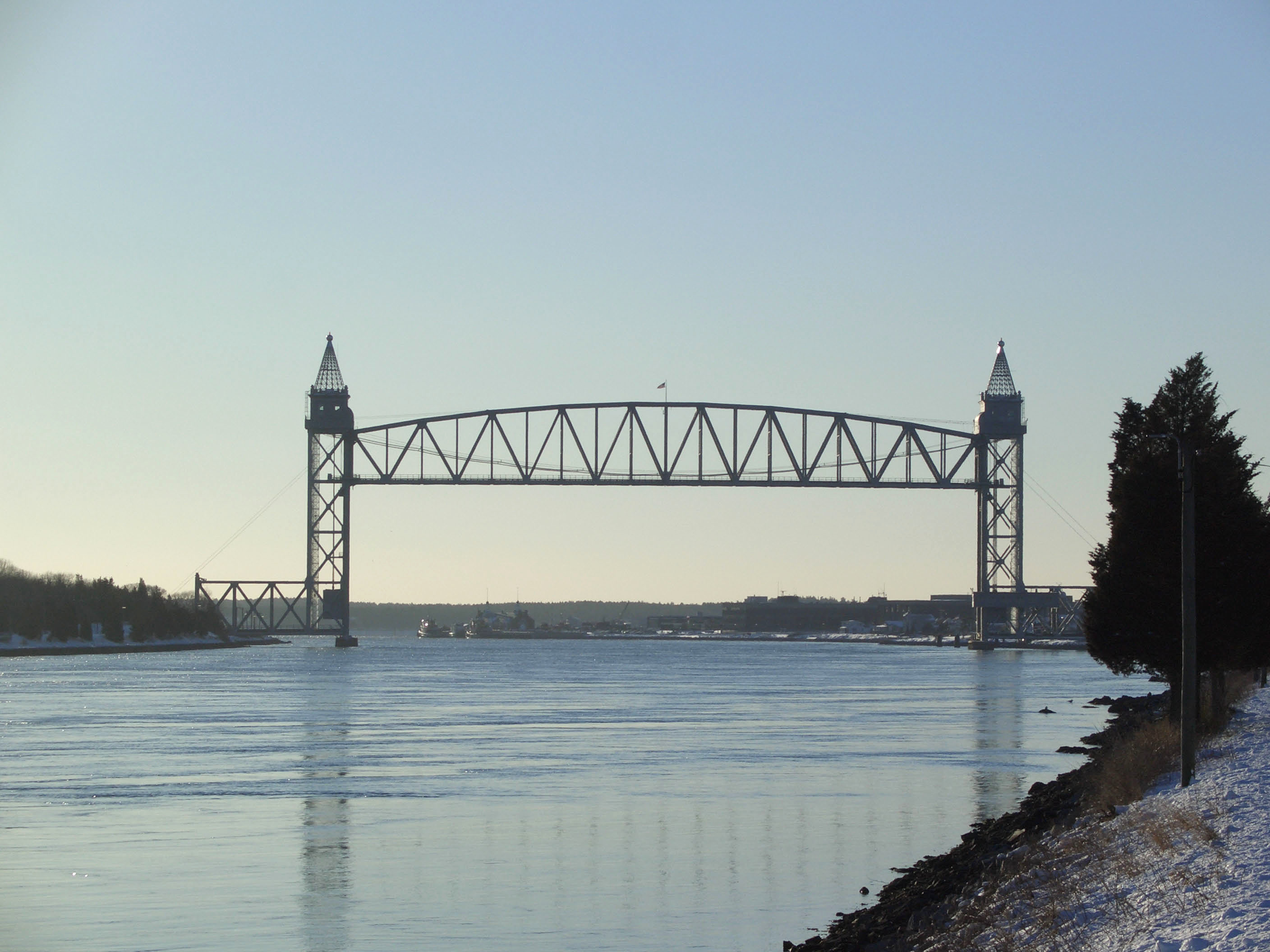
Ponte Ferroviária do Canal de Cape Cod
Ponte Sagamore
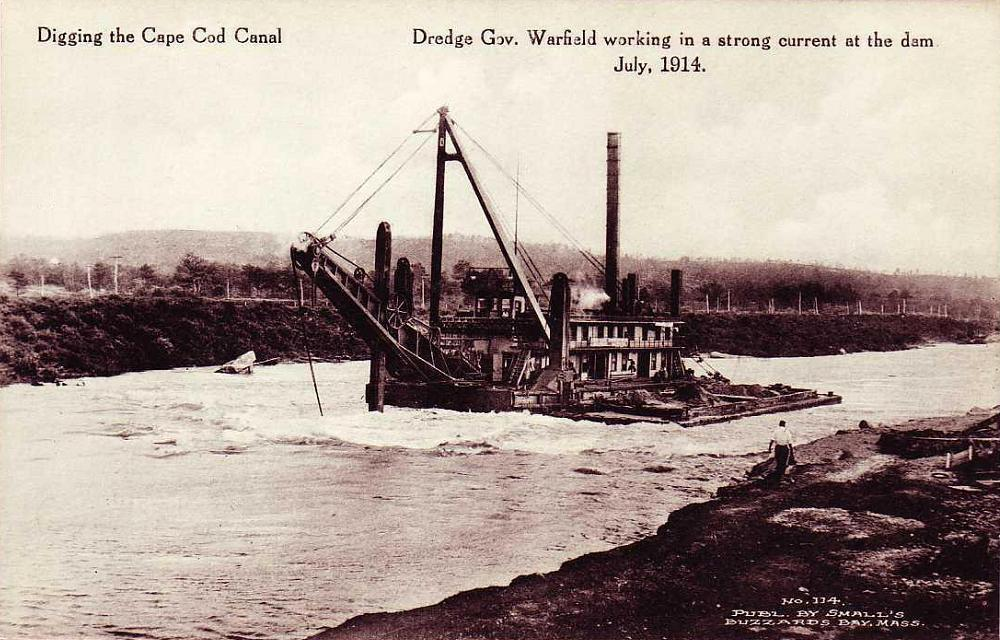
The Gov. Warfield escavando o canal em 1914.
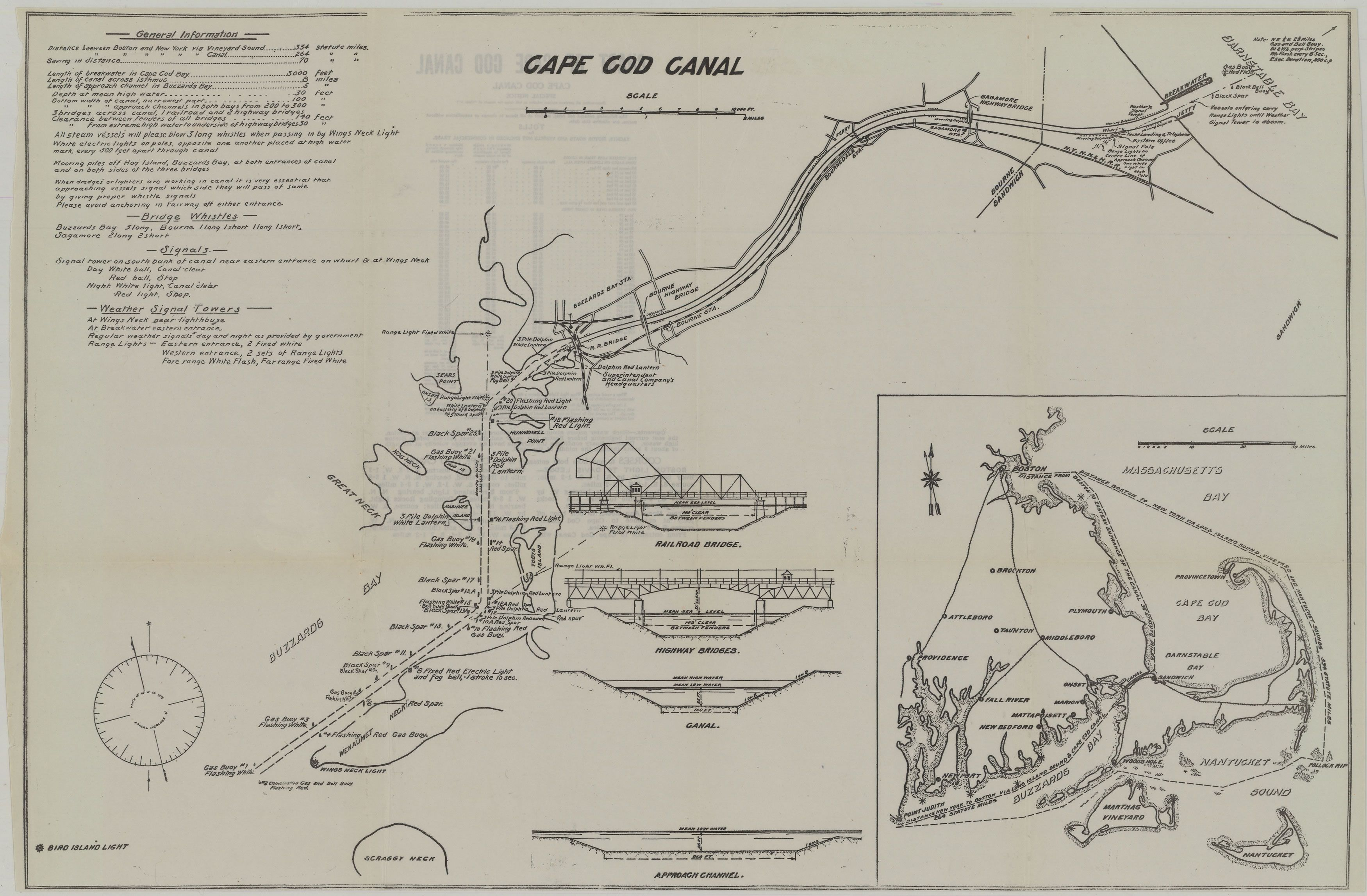
Um mapa de 1922 do Canal de Cape Cod, mostrando pontes, pontos de atracação e outros recursos.